# Wayne megye (Nyugat-Virginia)
Wayne megye az Amerikai Egyesült Államokban, azon belül Nyugat-Virginia államban található. Megyeszékhelye Wayne, legnagyobb városa Kenova. Lakosainak száma 38 982 fő (2020. április 1.). Wayne megye Lawrence, Cabell, Lincoln, Mingo, Martin, Boyd és Lawrence megyékkel határos.

## Népesség
A megye népességének változása:
| Lakosok száma | 42 422 | 41 902 | 41 638 | 41 437 | 40 971 | 38 982 |
|               | 2010   | 2011   | 2012   | 2013   | 2015   | 2020   |